# 伯特蘭峰
伯特蘭峰是南美洲的山峰，位於阿根廷和智利接壤的邊境，處於巴塔哥尼亞地區，屬於安第斯山脈的一部分，海拔高度3,180米，山體由花崗岩組成。